# N.E.R.D
N.E.R.D (acrônimo de No one Ever Really Dies, estilizado como N*E*R*D) é uma banda de rock, funk e hip hop norte-americana, formada por Pharrell Williams e Chad Hugo.
Após produzirem para diversos artistas em meados dos anos 90 início de 2000, o dueto formou a banda juntamente com Shae Haley, sendo um projeto paralelo de The Neptunes em 2001.
Em 2005, a banda terminou o seu contrato com a Virgin Records e acabou. Três anos depois, voltaram-se a reunir sob o selo da Star Trak Entertainment, uma subsidiária da Interscope Records fundada por Williams e Hugo.

## História

### Formação e início de carreira
Pharrell Williams e Chad Hugo conheceram-se com doze anos de idade, num campo de verão para músicos, em que ambos relatam que detestaram. Eles passavam o seu tempo livre a fazerem batidas e atuarem juntamente com o seu companheiro Timbaland. Williams e Hugo conheceram Shay Haley no liceu e começaram a atuar juntos. Após uma dessas atuaições, Teddy Riley, que era um músico e produtor, assinou um contrato com ambos em 1992. Após algum tempo a produzir para outros artistas, o dueto formou N.E.R.D (as siglas significam No one Ever Really Dies) como um projeto paralelo.

### 2001–2002:In Search Of...
O álbum de estreia da banda, In Search Of..., foi lançado na Europa em Setembro de 2001. O disco foi produzido por The Neptunes. Contudo a banda queria uma sonoridade diferente dos discos produzidos por eles. Esta reivindicação levou-os a regravar todo o disco, desta vez com a banda de rock Spymob para um lançamento mundial em 2002. O disco estreou no nº 61 da Billboard 200 e atingiu o nº 56. O álbum recebeu o prémio Shortlist Music Prize, que premeia os discos lançados nos Estados Unidos que não alcançaram um grande sucesso mas que tiveram vendas de 500 mil cópias ou menos na altura da nomeação. O disco vendeu 603 mil cópias nos Estados Unidos e foi certificado de Ouro pela RIAA.
O single "Lapdance", atingiu o nº 36 da Hot Rap Tracks e o nº 85 da Hot R&B/Hip-Hop Songs. O segundo single "Rock Star", atingiu o nº 36 da Billboard Hot Modern Rock Tracks.

### 2003–2004:Fly or Die

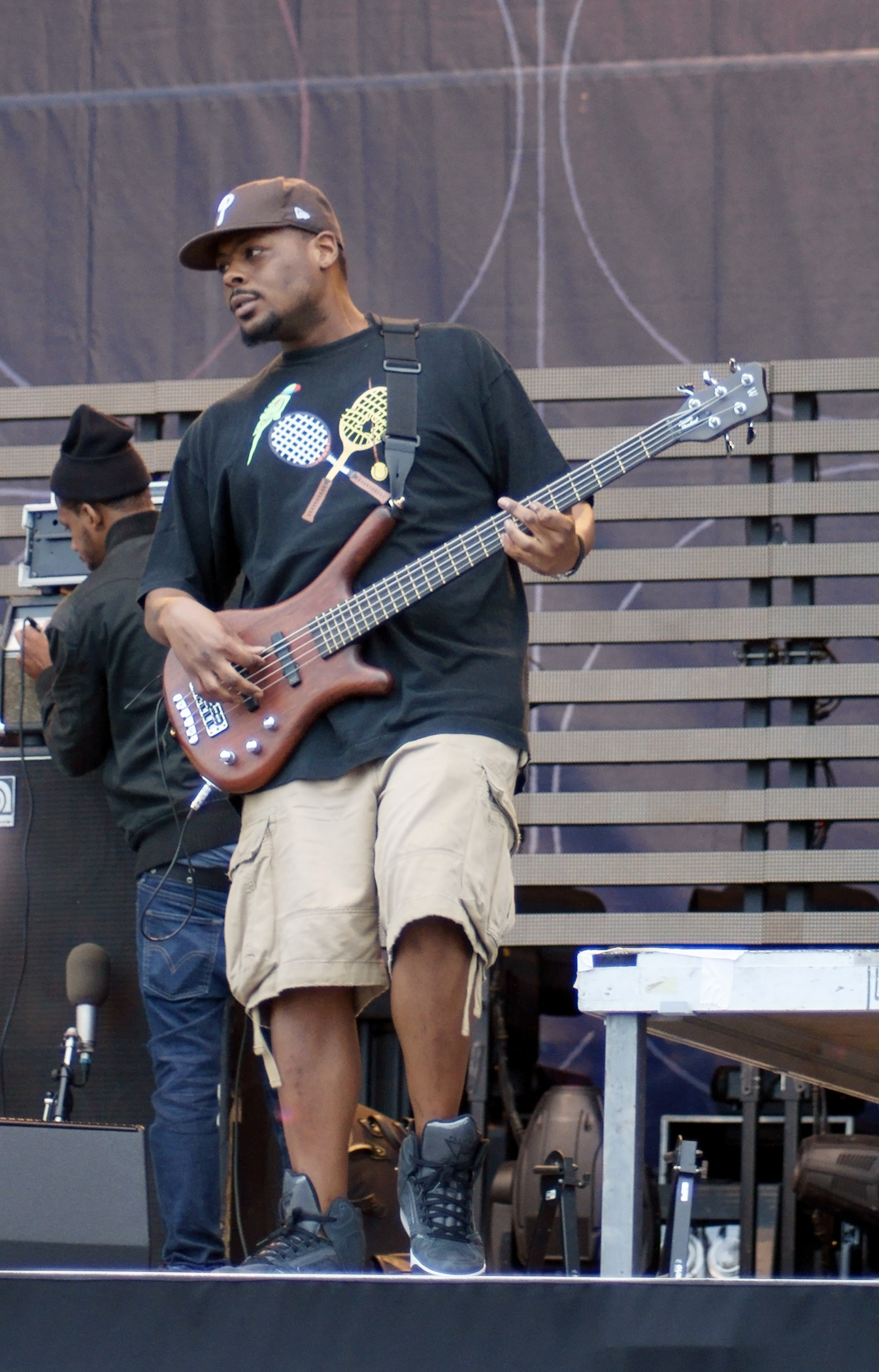
N.E.R.D. em 2010

Com a prática aprenderam a tocar músicas ao vivo, como disse Chad Hugo na MTV News a 9 de Dezembro de 2003:
| “ | "We're the ones playing the instruments live this time. I just started playing guitar last year so I'm learning as we go. Pharrell's playing drums. [Last time] we didn't have time to learn certain instruments so we got Spymob to help us out." | ” |

A banda lança o seu segundo álbum de estúdio, Fly or Die, em Março de 2004. Estreou no nº 6 da Billboard 200, vendendo 119 mil cópias na primeira semana. No total e nos Estados Unidos venderam 412 mil cópias sendo certificado de Ouro pela RIAA. Foram editados dois singles, "She Wants to Move" e "Maybe".

### 2005–2009: Hiato eSeeing Sounds
Em 2005, a banda terminou o contrato que os ligava à gravadora Virgin Records e houve uma disputa por parte de outras gravadora, tendo acabado com fim da banda. Mais tarde Williams e Hugo fundaram a Star Trak Entertainment, uma subsidiária da Interscope Records.
A 13 de Junho de 2008, a banda deu um concerto no festival da ilha de Wight que se localiza ao largo da costa da Inglaterra. Eles quase perderam o concerto porque não sabiam onde era a ilha. A 25 de Junho do mesmo ano atuaram perante 40 mil pessoas no Isle of MTV 2008, em Malta.
Lançam o terceiro álbum de estúdio, Seeing Sounds em Junho de 2008. Saíram dois singles, "Everyone Nose (All the Girls Standing in the Line for the Bathroom)" e "Spaz".

### 2010-presente:Nothing
Em 2009, a banda começou a trabalhar em um novo álbum, inspirados em grandes clássicos dos anos 60 e 70. Depois do álbum ser quase finalizado, insatisfeitos com o resultado, resolveram começar do zero. Foi desse conceito que o nome do álbum foi escolhido, pelo fato deles começarem tudo do "nada" (nothing).
No dia 2 de novembro de 2010, o álbum foi lançado mundialmente, em duas versões; a comum e a versão Deluxe, que contém três faixas a mais. O primeiro single do álbum Nothing foi "Hot n Fun", com a participação da cantora Nelly Furtado. O segundo single é "Hypnotize U", música produzida pelo duo Daft Punk.
Três dias depois do lançamento de Nothing, a banda veio ao Brasil para abrir o show de Eminem no evento F-1 Rocks.

#### 2015: The SpongeBob Movie: Sponge Out of Water
Depois de anos fora do trabalho,a banda lançou a música "Squeeze Me",que fez parte da trilha sonora do filme "The SpongeBob Movie: Sponge Out of Water", lançado em fevereiro de 2015.

### Estilo musical
A banda possui elementos de rock, funk e hip hop, incorporando também R&B e pop. A banda raramente usa samples de outras músicas, embora na versão europeia do seu álbum de estreia, In Search Of..., tivesse sido a exceção. Usam com frequência a música eletrônica, notas graves e batidas de funk, sendo alvo de algumas críticas que diziam que os The Neptunes eram incapazes de deixarem a sonoridade R&B e rock.
As letras foram igualmente críticadas. Ian Cohen do Pitchfork Media disse que a capacidade de escrita da banda estava muito abaixo do que poderiam fazer, sendo muitas vezes excessivamente sexual.

## Membros
- Pharrell Williams - Vocal, piano/teclados, guitarra rítmica, percussão
- Chad Hugo - Guitarra, piano/teclados, saxofone, baixo
- Shay Haley - Bateria, percussão, vocal de apoio

## Discografia

### Álbuns de estúdio
| 2002                      | In Search Of... - Lançamento: 12 de Março de 2002 - Gravadora: Virgin - Formato: CD, LP, DVD-Audio                   | 56 | 28 | —  | —  | —  | —  | —  | 17 | 27 | —  | - RIAA: Ouro - EUA vendas: 603,000 |
| 2004                      | Fly or Die - Lançamento: 23 de Março de 2004 - Gravadora: Virgin - Formato: CD, LP                                   | 6  | 4  | 20 | 31 | 11 | 22 | 27 | 9  | —  | 10 | - RIAA: Ouro - EUA vendas: 412,000 |
| 2008                      | Seeing Sounds - Lançamento: 10 de Junho de 2008 - Gravadora: Star Trak, Interscope - Formato: CD, LP, DI             | 7  | 20 | —  | 45 | 14 | —  | 13 | —  | 60 | —  | - RIAA: — - EUA vendas: 80,000     |
| 2010                      | Nothing - Lançamento: 2 de Novembro de 2010 - Gravadora: Star Trak, Interscope - Formato: CD, LP, DI                 | 21 | 83 | —  | 43 | 55 | —  | 32 | —  | —  | —  |                                    |
| 2017                      | No One Ever Really Dies - Lançamento: 15 de Dezembro de 2017 - Gravadora: i am OTHER, Columbia - Formato: CD, LP, DI | 31 | 80 | —  | 92 | 58 | —  | 65 | —  | —  | —  |                                    |
| "—" não chegou às tabelas | |    |    |    |    |    |    |    |    |    |    |                                    |

### Singles
| 2001                      | "Lapdance" (feat. Lee Harvey e Vita)                                  | —   | 85 | —  | —  | 20¹ | —  | 47 | 56 | In Search Of...         |
| 2002                      | "Rock Star"                                                           | —   | —  | —  | 36 | 15  | 32 | —  | 74 | In Search Of...         |
| 2002                      | "Provider"                                                            | —   | —  | —  | —  | 20¹ | —  | 43 | 95 | In Search Of...         |
| 2004                      | "She Wants to Move"                                                   | —   | 69 | 6  | —  | 5   | 21 | 58 | 8  | Fly or Die              |
| 2004                      | "Maybe"                                                               | —   | —  | 19 | —  | 25  | 48 | —  | 37 | Fly or Die              |
| 2008                      | "Everyone Nose (All the Girls Standing in the Line for the Bathroom)" | —   | —  | —  | —  | 41  | —  | —  | —  | Seeing Sounds           |
| 2008                      | "Spaz"                                                                | 106 | —  | —  | —  | —   | —  | —  | —  | Seeing Sounds           |
| 2009                      | "Sooner or Later"                                                     | —   | —  | —  | —  | —   | —  | —  | —  | Seeing Sounds           |
| 2010                      | "Hot N' Fun" (com Nelly Furtado)                                      | —   | —  | 26 | —  | 49  | 52 | 26 | 88 | Nothing                 |
| 2010                      | "I've Seen the Light"                                                 | —   | —  | —  | —  | —   | —  | —  | —  | Nothing                 |
| 2010                      | "Hypnotize U"                                                         | —   | —  | —  | —  | 85  | —  | —  | —  | Nothing                 |
| 2017                      | "Lemon" (com Rihanna)                                                 | 40  | 18 | 37 | —  | 31  | 48 | —  | 87 | No One Ever Really Dies |
| 2017                      | "1000" (com Future)                                                   | —   | —  | —  | —  | —   | —  | —  | —  | No One Ever Really Dies |
| 2018                      | "Don't Don't Do It" (com Kendrick Lamar)                              | —   | —  | —  | —  | —   | —  | —  | —  | No One Ever Really Dies |
| "—" não chegou às tabelas |                                                                       |     |    |    |    |     |    |    |    |                         |

- ¹ "Lapdance" foi lançado no Reino Unido apenas como b-side com "Provider".

### Outras Aparições
| Título                     | Ano  | Álbum                                               |
| -------------------------- | ---- | --------------------------------------------------- |
| "Loser" (featuring Clipse) | 2003 | The Neptunes Present... Clones                      |
| "Squeeze Me"               | 2015 | Music from The SpongeBob Movie: Sponge Out of Water |
| "Patrick Star"             | 2015 | Music from The SpongeBob Movie: Sponge Out of Water |
| "Sandy Squirrel"           | 2015 | Music from The SpongeBob Movie: Sponge Out of Water |
| "Locked Away"              | 2015 | —                                                   |